# NGC 464
NGC 464 је двојна звезда у сазвежђу Андромеда која се налази на NGC листи објеката дубоког неба.
Деклинација објекта је + 34° 57' 21" а ректасцензија 1h 19m 26,6s. Привидна величина (магнитуда) објекта NGC 464 износи 14,2.